# Ponte romano (Fidenza)
Il ponte romano è un ponte di epoca romana, i cui frammentari resti sono visibili in piazza Grandi a Fidenza, in provincia di Parma.

## Storia
Il ponte romano della via Emilia fu edificato per consentire l'attraversamento del torrente Stirone probabilmente nel I secolo.
Secondo i documenti medievali giunti fino ad oggi, san Donnino, perseguitato per essersi convertito al cristianesimo, fu martirizzato tramite decapitazione mentre, fuggendo da Roma, stava valicando il ponte sullo Stirone; la leggenda vuole che dopo la morte il suo corpo si sia rialzato afferrando la testa ed abbia percorso alcuni metri verso est, fino a raggiungere il luogo in cui nel XII secolo sarebbe stata edificata la cattedrale.
In epoca altomedievale un altro miracolo legato a san Donnino avrebbe secondo la tradizione coinvolto il ponte romano: la struttura crollò improvvisamente mentre si stava svolgendo una processione commemorativa del ritrovamento delle spoglie del santo e una donna in gravidanza che lo stava attraversando ne uscì completamente illesa.
Una grande alluvione avvenuta tra il IX e il X secolo causò una deviazione del letto dello Stirone, che si spostò di oltre 1,5 km verso ovest, lasciando in secco il ponte. Sulla prima campata della struttura ormai interrata nel 1364 fu innalzata per volere dei Visconti la porta di San Donnino, che divenne l'ingresso occidentale della città.
Nel 1874 alcuni lavori di scavo che interessarono l'area dell'attuale piazza Grandi fecero riemergere le prime due arcate dell'antico ponte, che furono adeguatamente riportate alla luce con la risistemazione della piazza verso la fine del XX secolo; nel 2004 alcuni reperti romani rinvenuti durante gli scavi furono raccolti ed esposti nei locali della vicina Casa Cremonini, sede dell'"Ufficio Informazioni e Accoglienza Turistica" (IAT).

## Descrizione

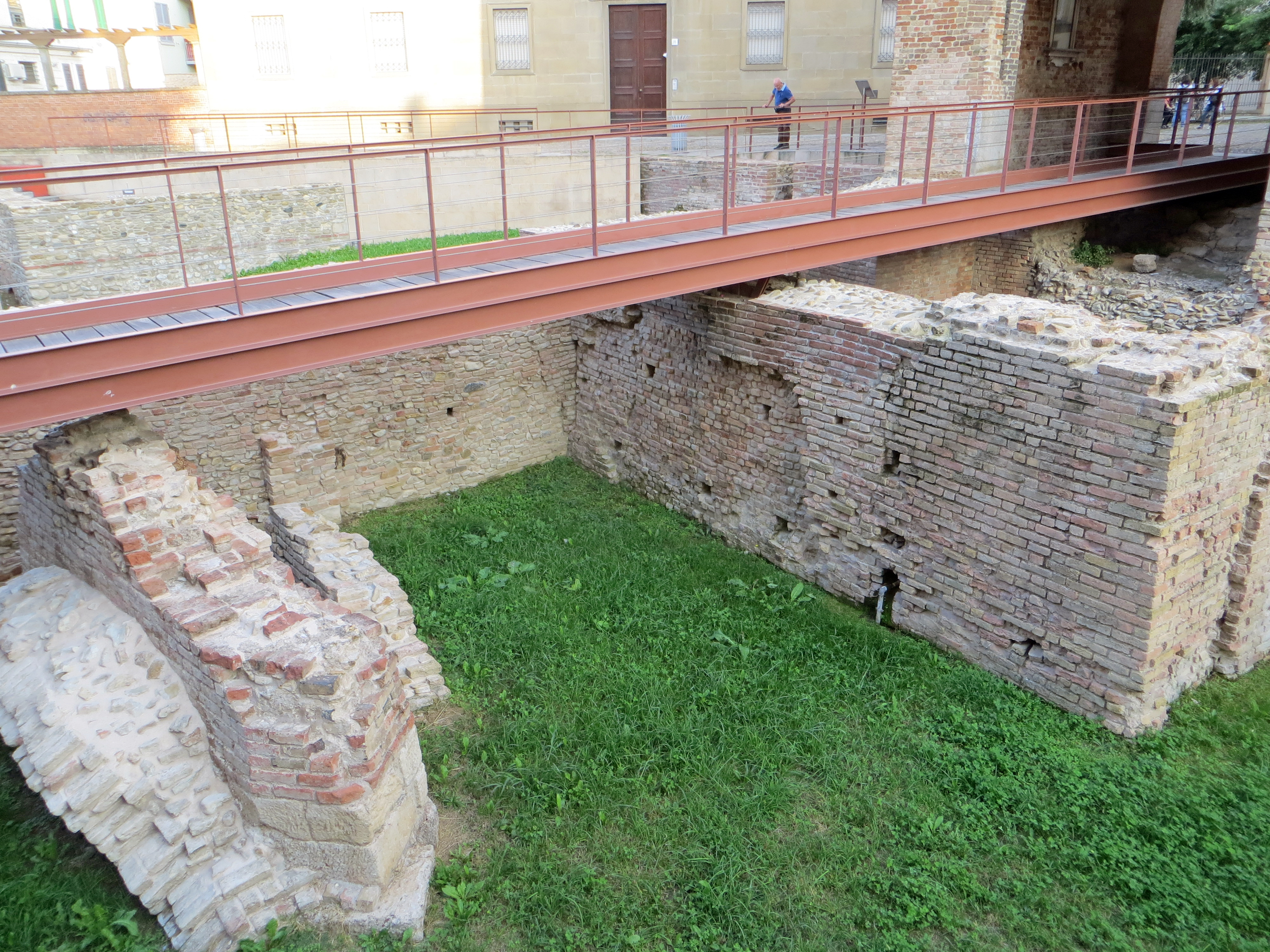
Resti del ponte

Dell'antico ponte realizzato in blocchi di tufo piacentino oggi sono visibili soltanto i resti di due campate, adiacenti alla porta di San Donnino.
Si conservano in particolare la prima arcata a tutto sesto e l'imposta della seconda, oltre ad una porzione della carreggiata in blocchi di pietra, della larghezza di 4,30 m.
Una particolarità del ponte fidentino è rappresentata dal fatto che, a differenza delle analoghe strutture innalzate lungo la via Emilia in epoca romana, esso non era allineato al tracciato della strada, ma divergeva di un angolo molto elevato, determinando un disassamento di parecchie decine di metri.